# 豆沢豆太郎
豆沢 豆太郎（まめざわ まめたろう、1981年 - ）は、日本のAV監督。

## 人物・エピソード
2013年、アキノリ退社後、株式会社BEANS（東京都豊島区）の設立に関わる。
一般作品イメージビデオでは「縄本裕介」名義を使用。
様々なAVメーカーのデビュー作の監督をすることが多い。 AV史上最も売れたと呼び声の高い『新人NO.1 STYLE 最強ヒロイン瀬戸環奈AVデビュー』 の監督もつとめている。AV女優の藤かんなのデビュー作の監督もつとめており、藤かんなから見た第一印象は「背の高い男性で、この世の全てに興味がなさそうな顔をして、得体の知れないオーラを放っていた」と評している。このとき、マネージャーが藤かんなに対して「AV業界の売れっ子監督です。デビュー作は豆沢さんが撮ってくれたら間違いないですよ」と説明している。
2024年、MOODYZ忘年会にて最優秀監督賞を受賞。

## 受賞歴
- 2024年 MOODYZ最優秀監督賞[2]